# Хомбусь-Батыревская волость
Хомбусь-Батыревская волость — волость в составе Буинского уезда Симбирской губернии Российской империи, волостное правление располагалось в селе Хомбусь-Батырево.

## История
Образована волость 14 марта 1804 года, бо́льшая часть лесов и крестьянские земли относились к удельному ведомству.
Свою округу, включая земли Хомбусь-Батыревской волости с 10 селениями, местные жители называли Хум уйё (Хоминское поле). Восточную от этой волости сторону было принято называть Хирти (Степная сторона), а западную — Вирьял Кушлаваш уйe (Вирьялское Кошлоушское поле).
27 мая 1920 г. Хомбусь-Батыревская волость переведена в Цивильский уезд Казанской губернии, а в посёлке Ибреси была учреждена Революционная тройка на правах района.
18 июня 1920 года Цивильский уезд был передан в Нижегородскую губернию.
24 июня 1920 года Цивильский уезд был передан в Чувашскую АО.
5 октября 1920 года из уездного подчинения в Ибресинский район была передана Хомбусь-Батыревская волость.
22 июня 1921 года Ибресинский район Цивильского уезда был преобразован в Ибресинский уезд областного подчинения.
6 марта 1923 года Ибресинский уезд был преобразован в Батыревский уезд.
21 апреля 1925 года Чувашская АО была преобразована в Чувашскую АССР, в состав которой вошёл Батыревский уезд.
30 сентября 1926 года присоединена к Хормалинской волости.